# Mary, Did You Know?
Mary, Did You Know? è una canzone natalizia scritta da Buddy Greene e Mark Lowry ed incisa originariamente nel 1991 da Michael English. In seguito il brano è diventato uno standard ed è stato inciso da oltre 300 diversi artisti e riadattato in varie lingue.

## Storia
La composizione del brano venne commissionata al cantante lirico Mark Lowry, ex-membro della Gaither Vocal Band, dal prete della sua chiesa, che intendeva organizzare un musical natalizio. Lowry lavorò per anni alla stesura del testo del brano, la cui composizione venne completata dal musicista Buddy Greene, che Lowry incontrò casualmente in un autobus.
Il brano venne quindi inciso per la prima volta nel 1991 da Michael English, anch'egli, come Lowry, ex-membro della Gaither Vocal Band, che lo incluse nel suo album eponimo di debutto.
Il brano divenne popolare a livello radiofonico due anni dopo grazie alla versione incisa dalla cantante country Kathy Mattea, che lo incluse nel suo album natalizio Good News.
In seguito, il brano venne inciso da vari artisti R&B e gospel, il primo dei quali fu Vickie Winans nel 1994.
Nel 1997 il brano venne poi inciso da Kenny Rogers e da Wynonna Judd ed incluso nell'album natalizio di Rogers The Gift. Il brano uscì anche su singolo, raggiungendo il 55º posto delle classifiche.
Due anni dopo, il brano ispirò l'omonimo musical di Bruce Greer, premiato con il Dove Award for Musical of the Year.
Una versione di successo fu quella incisa su singolo nel 2012 da Cee Lo Green ed estratta dall'album natalizio  Cee Lo's Magic Moment, versione che raggiunse il 22º posto delle classifiche R&B.
Altra versione di successo fu quella registrata nel 2014 dai Pentatonix, che inclusero il brano in una versione a cappella nel loro album natalizio That's Christmas to Me Il brano fu anche pubblicato su singolo, raggiungendo il 26º posto delle classifiche. In seguito, i Pentanonix inclusero il brano nelle loro raccolte natalizie The Best of Pentanonix Christmas (2019) e The Greatest Christmas Hits (2023).
Altra interpretazione degna di nota è poi quella di Jordan Smith, grazie alla quale il cantante si aggiudicò nel 2015 la vittoria nella finale dell'edizione statunitense del talent show The Voice.
Un'altra versione su singolo fu poi quella pubblicata da Dolly Parton nel 2020, estratta dall'album A Holly Dolly Christmas.

## Adattamenti in altre lingue
- Il brano è stato adattato in lingua islandese da Jónas Friðrik con il titolo María, vissir þú ed inciso in questa versione nel 1997 da Björgvin Halldórs e Rut Reginalds[11]
- Il brano è stato adattato in lingua spagnola con il titolo ¿María sabías que? ed inciso per la prima volta nel 2008 dal duo pop-cristiano Tercer Cielo[12]
- Il brano è stato adattato in lingua svedese da Clas Vårdstedt con il titolo Maria visste du ed inciso in questa versione nel 2014 da Magnus Carlsson[13]
- Il brano è stato adattato in lingua gallese da Gwyn Parri con il titolo Mair, a Wyddet Ti?  ed inciso in questa versione nel 2014 dai Trio[14]
- Del brano esistono due adattamenti in lingua ceca, uno intitolato Marie, zda víš (con testo di Radůza), inciso nel 2017 da Lucie Bílá[15] e uno intitolato Prozradil ti Bůh?, il cui testo è stato scritto nel 2018da Martin Chodúr[16]